# Piauí
Piauí (PI) er en brasiliansk delstat, placeret i den nordøstlige del af landet
i regionen Nordeste ud til Atlanterhavet. Hovedstaden hedder Teresina og delstaten grænser op til 
Ceará, Pernambuco, Bahia, Tocantins og Maranhão. Delstaten har 66 kilometer sandstrand ud til Atlanterhavet og strækker sig mod syd og længere inde i landet mod sydvest 970 kilometer ind i landet. Den nordligste kommune i delstaten hedder Ilha Grande og ligger på øen med samme navn, den største af over 80 øer omgivet af Parnaibaflodens floddelta.
- Wikimedia Commons har flere filer relateret til Piauí

7°25′S 42°54′V / 7.42°S 42.9°V